# Лукешеука
Лукешеука (рум. Lucășeuca) — село в Оргіївському районі Молдови. Входить до складу комуни, адміністративним центром якої є село Селіште.

## Населення
За даними перепису населення 2004 року у селі проживали 1956 осіб.
Національний склад населення села:
| Національність       | Кількість осіб | Відсоток   |
| -------------------- | -------------- | ---------- |
| молдавани румуни     | 1938 7         | 99,1% 0,4% |
| росіяни              | 4              | 0,2%       |
| українці             | 3              | 0,2%       |
| гагаузи              | 1              | 0,1%       |
| інша / без відповіді | 3              | 0,2%       |
| Всього               | 1956           | 100%       |